# Ruchbah
Ruchbah (delta Cassiopeiae) is een heldere ster in het sterrenbeeld Cassiopeia.
De ster staat ook bekend als Rucba, Rucha en Ksora in Becvar, maar dient niet verward te worden met Ruchba (omega Cygni).